# Liste des telenovelas et séries de Televisa

Logo de Televisa depuis le 15 janvier 2016.

Cet article présente la liste des telenovelas et séries de Televisa par année de 1958 à nos jours.
Pour les télénovelas présentées de façon détaillée (tableaux) une nouvelle série est ajoutée l'année de sa création, les saisons suivantes sont ajoutées, à titre indicatif, sur la même ligne et le nombre d'épisodes est incrémenté en cas de production d'une saison complémentaire. La date de « Dernière diffusion » étant celle du dernier épisode de la dernière saison diffusée.

## Années 1950

### 1958
- Senda prohibida
- Gutierritos
- Más allá de la angustia
- Un paso al abismo

### 1959
- Cadenas de amor
- Cuidado con el ángel
- Elisa
- Ha llegado un extraño
- Honrarás a los tuyos
- Mi esposa se divorcia
- El precio del cielo
- Teresa

## Années 1960

### 1960
- Amar fue su pecado
- La ambiciosa
- Cartas de amor
- La casa del odio
- Claudia
- Donde comienza la tristeza
- Dos caras tiene el destino
- Espejo de sombras
- Gabriela
- El hombre de oro
- El juicio de los padres
- María Guadalupe
- Mi amor frente al pasado
- La mujer dorada
- Murallas blancas
- El otro
- Pecado mortal
- Pension de mujeres
- El rapto
- Un rostro en el pasado
- Secretaria o mujer
- Vida por vida

### 1961
- Abismos de amor
- Bajo la sombra de los almendros
- La brújula rota
- Cielo sin estrellas
- Conflicto
- Cuatro en la trampa
- Culpas ajenas
- Divorciadas
- Don Bosco
- Elena
- El enemigo
- Estafa de amor
- La familia del 6
- Las gemelas
- La honra de vivir
- La insaciable
- La leona
- Marianela
- No basta ser médico
- Una noche sin mañana
- Niebla
- Risas amargas
- La sospecha
- La telaraña
- Vida robada

### 1962
- La actriz
- Adiós, amor mío
- Borrasca
- El caminante
- La cobarde
- Codicia
- Encadenada
- La gloria quedó atrás
- La herencia
- La herida del tiempo
- Un hijo cayó del cielo
- Janina
- La madrastra
- Marcela
- Las momias de Guanajuato
- Mujercitas
- Penumbra
- Prisionera
- El Profesor Valdez
- Sor Juana Inés de la Cruz

### 1963
- Agonía de amor
- Cita con la muerte
- La culpa de los padres
- La desconocida
- Destino
- Doña Macabra
- Eugenia
- La familia Miau
- Grandes ilusiones
- Lo imperdonable
- Madres egoístas
- La mesera
- Mi mujer y yo
- Las modelos
- Pablo y Elena
- El secreto
- La sombra del otro
- Traicionera
- Tres caras de mujer
- Vidas cruzadas
- Vivimos en una estrella

### 1964
- Apasionada
- Central de Emergencia
- El crisol
- Cumbres Borrascosas
- Debiera haber obispas
- Desencuentro
- El dolor de vivir
- Gabriela
- Historia de un cobarde
- La intrusa
- Juan José
- Juicio de almas
- La máscara del ángel
- México 1900
- La piel de Zapa
- San Martín de Porres
- Siempre tuya
- La vecindad

### 1965
- El abismo
- Las abuelas
- Alma de mi alma
- La calle en que vivimos
- Casa de huéspedes
- Corona de lágrimas
- Un largo amor
- Llamado urgente
- Marina Lavalle
- Maximiliano y Carlota
- La mentira
- Una mujer
- Nuestro barrio
- Puente de cristal
- El refugio
- Secreto de confesión
- La sembradora
- Tormenta de pasiones
- Tu eres un extraño

### 1966
- Amor y orgullo
- La búsqueda
- Cita en la gloria
- Corazón salvaje
- El corrido de Lupe Reyes
- Cristina Guzmán
- El derecho de nacer
- El despertar
- El dolor de amar
- La dueña
- La duquesa
- El espejismo brillaba
- Gutierritos
- El ídolo
- María Isabel
- Más fuerte que tu amor
- Los medio hogares
- El medio pelo
- Nuestro pequeño mundo
- El patio de Tlaquepaque
- La razón de vivir
- La sombra del pecado
- Sonata de otoño
- Valeria
- Vértigo

### 1967
- Adriana
- Amor en el desierto
- Amor sublime
- Un ángel en el fango
- Angustia del pasado
- Anita de Montemar
- Atormentada
- La casa de las fieras
- Un color para tu piel
- El cuarto mandamiento
- Cuna vacía
- Deborah
- Detrás del muro
- Dicha robada
- La duda
- Ellas
- Engáñame
- Entre sombras
- Felipa Sánchez, la soldadera
- La frontera
- Gente sin historia
- Incertidumbre
- El juicio de nuestros hijos
- Lágrimas amargas
- No quiero lágrimas
- Obsesión
- Un pobre hombre
- Lo prohibido
- Rocambole
- Sueña conmigo, Donaji
- La tormenta
- El usurpador
- Las víctimas

### 1968
- Agueda
- Aurelia
- Cárcel de mujeres
- Los Caudillos
- Chucho el roto
- Cruz de amor
- Cynthia
- Destino la gloria
- Duelo de pasiones
- En busca del paraíso
- Estafa de amor
- Fallaste corazón
- Un grito en la obscuridad
- Los inconformes
- Intriga
- Juventud divino tesoro
- Leyendas de México
- Mariana
- Mi maestro
- Mujeres sin amor
- El padre Guernica
- Pasión gitana
- Pueblo sin esperanza
- Rubí
- Simplemente vivir
- Tiempo de perdón
- Tres vidas distintas

### 1969
- Aventuras de Huck
- Cadenas de angustia
- El ciego
- Concierto de almas
- Corazón de dos ciudades
- Del altar a la tumba
- De la tierra a la luna
- De turno con la angustia
- El diario de una señorita decente
- Encadenados
- La familia
- La frontera de cristal
- Honor y orgullo
- Lo que no fue
- Más allá de la muerte
- Mi amor por ti
- No creo en los hombres
- El ojo de vidrio
- Una plegaria en el camino
- Puente de amor
- El retrato de Dorian Gray
- Rosario
- El ruiseñor mexicano
- Secreto para tres
- Sin palabras
- Tu eres mi destino
- El usurero

## Années 1970

### 1970
- Angelitos negros
- Aventura
- La constitución
- Cruz de amor
- Cosa juzgada
- La cruz de Marisa Cruces
- El dios de barro
- Encrucijada
- La gata
- Magdalena
- El mariachi
- Mariana
- El precio de un hombre
- Rafael
- La sonrisa del diablo
- Yesenia
- Y volveré

### 1971
- El amor tiene cara de mujer
- Cristo Negro
- El derecho de los hijos
- Historia de un amor
- Lucía Sombra
- La maestra
- La maldición de la blonda
- Las máscaras
- Mis tres amores
- Muchacha italiana viene a casarse
- Pequeñeces
- El profesor particular
- La recogida
- Rosas para Verónica
- Sublime reducción
- El vagabundo
- Velo de novia

### 1972
- Aquí Está Felipe Reyes
- El carruaje
- El edificio de enfrente
- Las fieras
- Las gemelas
- Me llaman Martina Sola
- La señora joven

### 1973
- Amaras a tu prójimo
- Cartas sin destino
- Entre brumas
- La hiena
- El honorable Sr. Valdés
- Los que ayudan a Dios
- La maestra Méndez
- Mi primer amor
- Mi rival
- Los miserables
- Nosotros los pobres
- Penthouse
- ¿Quién?
- La tierra

### 1974
- Ana del aire
- El chofer
- Extraño en su pueblo
- Ha llegado una intrusa
- El juramento
- El manantial del milagro
- Marina
- Mundo de juguete
- Muñeca
- Siempre habrá un mañana

### 1975
- Barata de primavera
- Lo imperdonable
- El milagro de vivir
- Paloma
- Pobre Clara
- Ven conmigo

### 1976
- Los bandidos del río frío
- Mañana será otro día
- Mi hermana la nena
- Mundos opuestos

### 1977
- Acompáñame
- Corazón salvaje
- Dos a quererse
- Humillados y ofendidos
- Marcha nupcial
- Pacto de amor
- Rina
- La venganza
- Yo no pedí vivir

### 1978
- Ardiente secreto
- Cartas para una víctima
- Doménica Montero
- Donde termina el camino
- Gotita de gente
- La hora del silencio
- Ladronzuela
- Mamá campanita
- María José I
- Una mujer
- Muñeca rota
- No todo lo que brilla es oro
- Pasiones encendidas
- Pecado de amor
- Rosalía
- Rosario de amor
- Santa
- Un original y veinte copias
- Viviana

### 1979
- El amor llegó más tarde
- Amor prohibido
- Añoranza
- Bella y Bestia
- El cielo es para todos
- Cumbres Borrascosas
- Elisa
- El enemigo
- Honrarás a los tuyos
- J.J. Juez
- Julia
- Lágrimas negras
- La llama de tu amor
- Mi amor frente al pasado
- Muchacha de barrio
- Una mujer marcada
- No tienes derecho a juzgarme
- Parecido al amor
- Los ricos también lloran
- La señorita Robles y su hijo
- Vamos juntos
- Yara

## Années 1980

### 1980
- Al final del arco iris
- Al rojo vivo
- Ambición
- Aprendiendo a amar
- El árabe
- Caminemos
- Cancionera
- Colorina
- El combate
- Conflictos de un médico
- Corazones sin rumbo
- Juventud
- Lagrimas de amor
- No temas al amor
- Pelusita
- Querer volar
- Sandra y Paulina
- Secreto de confesión
- Soledad
- Verónica

### 1981
- Espejismo
- Extraños caminos del amor
- El hogar que yo robé
- Infamia
- Juegos del destino
- Una limosna de amor
- Nosotras... las mujeres
- Por amor
- Quiéreme siempre
- Toda una vida

### 1982
- El amor nunca muere
- Chispita
- Déjame vivir
- El derecho de nacer
- En busca del Paraíso
- Gabriel y Gabriela
- Lo que el cielo no perdona
- Mañana es primavera
- Vanessa
- Vivir enamorada

### 1983
- Amalia Batista
- El amor ajeno
- Bianca Vidal
- Bodas de odio
- Cuando los hijos se van
- La fiera
- El maleficio
- Un solo corazón

### 1984
- Los años felices
- Aprendiendo a vivir
- Eclipse
- Guadalupe
- La pasión de Isabela
- Principessa
- Sí, mi amor
- Soltero en el aire
- Te amo
- La traición
- Tú eres mi destino

### 1985
- Abandonada
- El ángel caído
- Angelica
- Los años pasan
- Esperándote
- Juana Iris
- Tú o nadie
- Vivir un poco

### 1986
- Ave Fénix
- El camino secreto
- Cautiva
- Cicatrices del alma
- Cuna de lobos
- De pura sangre
- El engaño
- La gloria y el infierno
- Herencia maldita
- Lista negra
- Marionetas
- Martín Garatuza
- Monte calvario
- Muchachita
- Padre Gallo
- Pobre juventud
- Seducción

### 1987
- Los años perdidos
- Como duele callar
- La indomable
- Pobre señorita Limantour
- El precio de la fama
- Quinceañera
- Rosa salvaje
- Senda de gloria
- Tal como somos
- Tiempo de amar
- Victoria
- Yesenia

### 1988
- Amor en silencio
- Dos vidas
- Dulce desafío
- Encadenados
- El extraño retorno de Diana Salazar
- Flor y canela
- Nuevo amanecer
- Pasión y poder
- El pecado de Oyuki
- El rincón de los prodigios
- La trampa

### 1989
- Lo blanco y lo negro
- Carrusel
- La casa al final de la calle
- El cristal empañado
- Las grandes aguas
- Luz y sombra
- Mi segunda madre
- Morir para vivir
- Simplemente María
- Teresa
- Cuando llega el amor

## Années 1990

### 1990
- Días sin luna
- Un rostro en mi pasado
- Yo compro esa mujer
- Alcanzar una estrella
- Balada por un amor
- Mi pequeña Soledad
- Destino
- La fuerza del amor
- Cenizas y diamantes
- Ángeles blancos
- Amor de nadie
- En carne propia

### 1991
- Cadenas de amargura
- Alcanzar una estrella II
- Madres egoístas
- Milagro y magia
- Yo no creo en los hombres
- Al filo de la muerte
- Muchachitas
- Atrapada
- La pícara soñadora
- Vida robada
- Valeria y Maximiliano

### 1992
- El abuelo y yo
- Baila conmigo
- Carrusel de las Américas
- De frente al sol
- La sonrisa del Diablo
- Triángulo
- Las secretas intenciones
- María Mercedes
- Ángeles sin paraíso
- Tenías que ser tú
- Mágica juventud

### 1993
- Capricho
- Entre la vida y la muerte
- La última esperanza
- Clarisa
- Los parientes pobres
- Sueño de amor
- Corazón salvaje
- Valentina
- Dos mujeres, un camino
- Buscando el paraíso
- Más allá del puente

### 1994
- Marimar
- Prisionera de amor
- Agujetas de color de rosa
- Volver a empezar
- El vuelo del águila
- Imperio de cristal

### 1995
- Caminos cruzados
- Alondra
- María José
- Si Dios me quita la vida
- Bajo un mismo rostro
- La dueña
- La paloma
- Morelia
- El premio mayor
- María la del barrio
- Acapulco, cuerpo y alma
- Pobre niña rica
- Retrato de familia
- Lazos de amor

### 1996
- Azul
- Marisol
- Morir dos veces
- Confidente de secundaria
- Para toda la vida
- Cañaveral de pasiones
- La antorcha encendida
- Canción de amor
- La sombra del otro
- Bendita mentira
- Sentimientos ajenos
- La culpa
- Tú y yo
- Te sigo amando
- Luz Clarita
- Mi querida Isabel

### 1997
- Alguna vez tendremos alas
- Pueblo chico, infierno grande
- Los hijos de nadie
- No tengo madre
- Gente bien
- Esmeralda
- La jaula de oro
- El alma no tiene color
- Salud, dinero y amor
- María Isabel
- Amada enemiga
- Huracán
- Desencuentro
- El secreto de Alejandra
- Sin ti
- Mi pequeña traviesa

### 1998
- La usurpadora
- Vivo por Elena
- Una luz en el camino
- Rencor apasionado
- Preciosa
- La mentira
- Gotita de amor
- El privilegio de amar
- Soñadoras
- Camila
- El diario de Daniela
- Ángela

### 1999
- Nunca te olvidaré
- Rosalinda
- Tres mujeres
- El niño que vino del mar
- Amor gitano
- Por tu amor
- Infierno en el paraíso
- Alma rebelde
- Serafín
- Laberintos de pasión
- Mujeres engañadas
- DKDA, Sueños de juventud
- Cuento de navidad

## Années 2000

### 2000
- Amigos x Siempre
- Siempre te amaré
- Ramona
- La casa en la playa
- Locura de amor
- Carita de ángel
- Mi destino eres tú
- Abrázame muy fuerte
- El precio de tu amor
- Primer amor a 1000 x hora
- Por un beso
- Rayito de luz

### 2001
- El noveno mandamiento
- El derecho de nacer
- Amigas y rivales
- Aventuras en el tiempo
- Mujer bonita
- La intrusa
- Sin pecado concebido
- Atrévete a olvidarme
- María Belén
- El manantial
- Salomé
- El juego de la vida
- Navidad sin fin

### 2002
- Entre el amor y el odio
- Cómplices al rescate
- La otra
- Clase 406
- ¡Vivan los niños!
- Las vías del amor
- Así son ellas

### 2003
- Niña amada mía
- De pocas, pocas pulgas
- Amor Real
- Velo de novia
- Alegrijes y Rebujos
- Bajo la misma piel
- Mariana de la noche
- Clap, el lugar de tus sueños

### 2004
- Amarte es mi pecado
- Amy, la niña de la mochila azul
- Corazones al límite
- Mujer de madera
- Rubí
- Amar otra vez
- Mision S.O.S. Aventura y Amor
- Rebelde
- Apuesta por un amor
- Inocente de ti

### 2005
- Sueños y caramelos
- La Madrastra (La Belle-mère)
- Contra viento y marea
- Piel de otoño
- La esposa virgen
- Pablo y Andrea
- El amor no tiene precio
- Barrera de amor
- Alborada
- Peregrina

### 2006
- La fea más bella
- La verdad oculta
- Heridas de amor
- Duelo de pasiones
- Código postal
- Mundo de fieras
- Amor mío
- Las dos caros de Ana (Les Deux Visages d'Ana)
- Amar sin límites

### 2007
- Destilando amor
- Yo amo a Juan Querendón
- Lola, érase una vez
- Bajo las riendas del amor
- Muchachitas como tú
- Pasión
- Amor sin maquillaje
- Al diablo con los guapos
- Palabra de mujer
- Tormenta en el paraíso

### 2008
| Production                 | Première diffusion | Dernière diffusion | Épisodes | Producteur(s)                                    | Réalisateur(s)                                     |
| -------------------------- | ------------------ | ------------------ | -------- | ------------------------------------------------ | -------------------------------------------------- |
| Fuego en la sangre         | 21 janvier 2008    | 2 novembre 2008    | 206      | Salvador Mejía Alejandre                         | Miguel Córcega Edgar Ramírez Alberto Díaz          |
| Las tontas no van al cielo | 11 février 2008    | 22 août 2008       | 140      | Rosy Ocampo                                      | Rodrigo Hernández Felipe Nájera                    |
| Alma de Hierro             | 25 février 2008    | 28 août 2009       | 197      | Giselle González Salgado Roberto Gómez Fernández | Eric Morales Xavier Romero                         |
| Querida enemiga            | 12 mai 2008        | 10 octobre 2008    | 110      | Lucero Suárez                                    | Claudia E. Aguilar                                 |
| Cuidado con el ángel       | 9 juin 2008        | 6 mars 2009        | 195      | Nathalie Lartilleux                              | Víctor Manuel Foulloux Víctor Rodríguez            |
| Juro que te amo            | 28 juillet 2008    | 6 février 2009     | 140      | Mapat L. de Zatarain                             | Lily Garza Mauricio Rodríguez                      |
| Un gancho al corazón       | 24 août 2008       | 26 juin 2009       | 220      | Angelli Nesma Medina                             | Alejandro Gamboa Claudio Reyes Rubio Sergio Cataño |
| En nombre del amor         | 13 octobre 2008    | 12 juin 2009       | 171      | Carlos Laguillo Moreno Hilda Santaella Hernández | Karina Duprez                                      |
| Mañana es para siempre     | 20 octobre 2008    | 14 juin 2009       | 169      | Nicandro Díaz González                           | Salvador Garcini                                   |

### 2009
| Production                     | Première diffusion | Dernière diffusion | Épisodes | Producteur(s)                     | Réalisateur(s)                            |
| ------------------------------ | ------------------ | ------------------ | -------- | --------------------------------- | ----------------------------------------- |
| Verano de amor                 | 9 février 2009     | 24 juillet 2009    | 120      | Pedro Damián                      | Juan Carlos Muñoz Luis Pardo              |
| Atrévete a soñar               | 8 mars 2009        | 7 mars 2010        | 261      | Luis de Llano Macedo              | Rodrigo G. H. Zaunbos                     |
| Sortilegio (Sortilège)         | 1er juin 2009      | 9 octobre 2009     | 90       | Carla Estrada                     | Mónica Miguel Karina Duprez               |
| Mi pecado                      | 15 juin 2009       | 13 novembre 2009   | 110      | Juan Osorio Ortiz Jorge Sosa Lanz | Jorge Fons                                |
| Hasta que el dinero nos separe | 29 juin 2009       | 16 mai 2010        | 231      | Emilio Larrosa                    | Armando Quiñonez Víctor Manuel Fouillioux |
| Camaleones                     | 27 juillet 2009    | 29 janvier 2010    | 135      | Rosy Ocampo                       | Eduardo Said José Ángel García            |
| Los exitosos Pérez             | 31 août 2009       | 30 avril 2010      | 175      | José Alberto Castro               | Benjamin Cann Alejandro Gamboa            |
| Corazón salvaje                | 12 octobre 2009    | 16 avril 2010      | 135      | Salvador Mejía                    | Salvador Garcini Jorge Edgar Ramírez      |
| Mar de amor (Amour océan)      | 16 novembre 2009   | 2 juillet 2010     | 164      | Nathalie Lartilleux               | Erick Morales                             |

## Années 2010

### 2010
| Production                                | Première diffusion | Dernière diffusion | Épisodes | Producteur(s)                                    | Réalisateur(s)                  |
| ----------------------------------------- | ------------------ | ------------------ | -------- | ------------------------------------------------ | ------------------------------- |
| Zacatillo, un lugar en tu corazón         | 1er février 2010   | 30 juillet 2010    | 130      | Lucero Suárez Ángel Villaverde Bolaños           | Claudia E. Aguilar Gastón Tuset |
| Niña de mi corazón                        | 8 mars 2010        | 9 juillet 2010     | 90       | Pedro Damián                                     |                                 |
| Soy tu dueña                              | 19 avril 2010      | 7 novembre 2010    | 146      | Nicandro Díaz                                    | Salvador Garcini                |
| Llena de amor                             | 3 mai 2010         | 13 février 2011    | 206      | Angelli Nesma Medina J. Ignacio Alarcón          | Sergio Alarcón                  |
| Cuando me enamoro                         | 5 juillet 2010     | 13 mars 2011       | 181      | Carlos Moreno Laguillo                           | Karina Duprez Lily Garza        |
| Para volver a amar                        | 12 juillet 2010    | 30 janvier 2011    | 147      | Giselle González Salgado Roberto Gómez Fernández |                                 |
| Teresa                                    | 27 août 2010       | 27 février 2011    | 152      | Jorge Alberto Castro Pedro Torres                | Mónica Miguel Alejandro Gamboa  |
| Triunfo del amor (Le triomphe de l'amour) | 25 octobre 2010    | 26 juin 2011       | 172      | Salvador Mejía                                   |                                 |

### 2011
| Production                                 | Première diffusion | Dernière diffusion | Épisodes | Producteur(s)                                                               | Réalisateur(s)                         |
| ------------------------------------------ | ------------------ | ------------------ | -------- | --------------------------------------------------------------------------- | -------------------------------------- |
| Rafaela                                    | 31 janvier 2011    | 15 juillet 2011    | 120      | Nathalie Lartilleux                                                         |                                        |
| Una familia con suerte                     | 14 février 2011    | 19 février 2012    | 266      | Juan Osorio Roy Nelson Rojas Vargas                                         | Aurelio Ávila Arriaga Salvador Sánchez |
| Ni contigo ni sin ti                       | 28 février 2011    | 26 août 2011       | 130      | Mapat L. de Zatarain                                                        | José Elías Moreno Mauricio Rodríguez   |
| La fuerza del destino (La force du destin) | 14 mars 2011       | 31 juillet 2011    | 102      | Eduardo Meza María Alba Espinosa                                            | Benjamin Cann                          |
| Dos hogares                                | 27 juin 2011       | 20 janvier 2012    | 150      | Emilio Larrosa                                                              |                                        |
| Esperanza del corazón                      | 18 juillet 2011    | 3 février 2012     | 145      | Luis de Llano Macedo Antonio Arvizu Bosco Primo de Rivera Marco Flavio Cruz |                                        |
| La que no podía amar                       | 1er août 2011      | 18 mars 2012       | 166      | José Alberto Castro                                                         | Salvador Garcini Alejandro Gamboa      |
| Amorcito corazón                           | 29 août 2011       | 10 juin 2012       | 206      | Lucero Suárez                                                               |                                        |

### 2012
| Production              | Première diffusion | Dernière diffusion | Épisodes        | Producteur(s)                                                  | Réalisateur(s)                                                           |
| ----------------------- | ------------------ | ------------------ | --------------- | -------------------------------------------------------------- | ------------------------------------------------------------------------ |
| Abismo de pasión        | 23 janvier 2012    | 2 septembre 2012   | 162             | Angelli Nesma Medina J. Ingacio Alacron                        | Sergio Cantano Claudio Reyes Rubio                                       |
| Un refugio para el amor | 6 février 2012     | 23 septembre 2012  | 165             | J. Antonio Arvizu                                              | Ana Lorena Pérez-Rios Eduardo Said                                       |
| Por ella soy Eva        | 13 février 2012    | 7 octobre 2012     | 166             | Benjamín Cann                                                  | Eduardo Meza                                                             |
| Amor Bravío             | 5 mars 2012        | 21 octobre 2012    | 166             | Carlos Moreno Laguillo Hilda Santaella Hernández               | Karina Duprez Lily Garza Fernando Nesme Jesus Nájera Saro Jorge Robles   |
| Cachito de cielo        | 11 juin 2012       | 9 novembre 2012    | 110             | Roberto Gómez Fernández Giselle González                       | Alejandro Gamboa Eric Morales                                            |
| Amores verdaderos       | 3 septembre 2012   | 12 mai 2013        | 181             | Nicandro Díaz González J. Antonio Arvizú                       | Salvador Garcini Ricardo de la Parra                                     |
| Corona de lágrimas      | 24 septembre 2012  | 27 janvier 2023    | 222 (saisons 2) | José Alberto Castro Ernesto Hernández Fausto Sáinz             | Alejandro Gamboa Roberto Escamilla Garduño Juan Carlos Muñoz Fez Noriega |
| Porque el amor manda    | 8 octobre 2012     | 16 juin 2013       | 181             | Juan Osorio                                                    | Jorge Fons                                                               |
| Qué bonito amor         | 22 octobre 2012    | 2 juin 2013        | 162             | Salvador Mejia Alexandre Aaron Guiterrez Bosco Primo de Rivera | Adrian Frutos Vivian Sanchez Ross Javier Yerandi                         |
| La mujer del vendaval   | 12 novembre 2012   | 30 juin 2013       | 166             | Mapat L. de Zatarain                                           | Gabriela Ortigosa Antonio Abascal Carlos Daniel González                 |

### 2013
| Production                                    | Première diffusion | Dernière diffusion | Épisodes | Producteur(s)                                    | Réalisateur(s)                            |
| --------------------------------------------- | ------------------ | ------------------ | -------- | ------------------------------------------------ | ----------------------------------------- |
| Corazón indomable                             | 25 février 2013    | 6 octobre 2013     | 161      | Nathalie Lartilleux                              | Víctor Fouilloux Víctor Rodríguez         |
| La tempestad (La tempête)                     | 13 mai 2013        | 27 octobre 2013    | 121      | Salvador Mejía Alexandre                         | Mónica Miguel Eric Morales                |
| Mentir para vivir                             | 3 juin 2013        | 20 octobre 2013    | 101      | Rosy Ocampo                                      | Benjamín Cann                             |
| Libre para amarte                             | 17 juin 2013       | 10 novembre 2013   | 106      | Emilio Larossa                                   | Enrique Pineda José Acosta Lorena Maza    |
| De que te quiero, te quiero                   | 1er juillet 2013   | 16 mars 2014       | 186      | Lucero Suárez                                    | Claudia Elisa Aguilar Armando Quiñones    |
| Por siempre mi amor                           | 7 octobre 2013     | 4 mai 2014         | 151      | Ignacio Sada Madero                              | Jorge Édgar Ramírez Ana Lorena Pérez-Ríos |
| Quiero amarte                                 | 21 octobre 2013    | 1er juin 2014      | 161      | Carlos Moreno Laguillo Hilda Santaella Hernández | Luis Vélez Fernando Nesme Jorge Robles    |
| Lo que la vida me robó (Les choix de l'amour) | 28 octobre 2013    | 27 juillet 2014    | 197      | Angelli Nesma Medina                             | Sergio Cataño Claudio Reyes Rubio         |
| Qué pobres tan ricos                          | 11 novembre 2013   | 29 juin 2014       | 166      | Rosy Ocampo                                      | Benjamín Cann                             |

### 2014
| Production                            | Première diffusion | Dernière diffusion | Épisodes | Producteur(s)           | Réalisateur(s)                                       |
| ------------------------------------- | ------------------ | ------------------ | -------- | ----------------------- | ---------------------------------------------------- |
| El color de la pasión                 | 17 mars 2014       | 31 août 2014       | 121      | Roberto Gómez Fernández | Francisco Franco                                     |
| La gata                               | 5 mai 2014         | 19 octobre 2014    | 121      | Nathalie Lartilleux     | Víctor Fouilloux Victor Rodriguez                    |
| La malquerida                         | 2 juin 2014        | 9 novembre 2014    | 116      | José Alberto Castro     | Salvador Garcini Juan Carlos Muñoz                   |
| Mi corazón es tuyo                    | 30 juin 2014       | 1er mars 2015      | 176      | Juan Osorio             | Jorge Fons Lili Garza Aurelio Ávila Mauricio Manzano |
| Hasta el fin del mundo                | 28 juillet 2014    | 19 avril 2015      | 191      | Nicandro Díaz González  | Ricardo de la Parra Marta Luna                       |
| Yo no creo en los hombres (Trahisons) | 1er septembre 2014 | 15 février 2015    | 121      | Giselle González        | Eric Morales Xavier Romero Luis Vélez                |
| Muchacha italiana viene a casarse     | 20 octobre 2014    | 14 juin 2015       | 176      | Pedro Damián            | Pedro Damián Juan Carlos Muñoz Luis Pardo            |
| La sombra del pasado                  | 10 novembre 2014   | 17 mai 2015        | 136      | Mapat L. de Zatarain    | Mauricio Rodriguez José Elías Moreno                 |

### 2015
| Production                           | Première diffusion | Dernière diffusion | Épisodes | Producteur(s)             | Réalisateur(s)                                                             |
| ------------------------------------ | ------------------ | ------------------ | -------- | ------------------------- | -------------------------------------------------------------------------- |
| Que te perdone Dios                  | 16 février 2015    | 26 juillet 2015    | 123      | Angelli Nesma Medina      | Sergio Cataño Claudio Reyes Rubio                                          |
| Amores con trampa                    | 2 mars 2015        | 23 août 2015       | 126      | Emilio Larrosa            | Salvador Garcini                                                           |
| Lo imperdonable (L'impardonable)     | 20 avril 2015      | 4 octobre 2015     | 122      | Salvador Mejía Alexandre  | Mónica Miguel Victor Manuel Fouilloux Adrián Frutos Maza Jesús Nájera Soro |
| La vecina                            | 25 mai 2015        | 24 janvier 2016    | 176      | Lucero Suárez             | Claudia Elisa Aguilar Juan Pablo Blanco Víctor Soto Bernardo Nájera        |
| Amor de barrio                       | 8 juin 2015        | 8 novembre 2015    | 111      | Roberto Hernández Vázquez | Francisco Franco Alba Santiago Barbosa Lobaton Ana Lorena Pérez Ríos       |
| A que no me dejas (Ne me quitte pas) | 27 juillet 2015    | 7 février 2016     | 142      | Carlos Moreno Laguillo    | Fernando Nesme Lili Garza                                                  |
| Antes muerta que Lichita             | 24 août 2015       | 21 février 2016    | 131      | Rosy Ocampo               | Alejandro Alvarez Daniel Ferrer Rodrigo Zaunbos Benjamín Cann              |
| Pasión y poder (Passion et Pouvoir)  | 5 octobre 2015     | 10 avril 2016      | 137      | José Alberto Castro       | Salvador Garcini Alejandro Gamboa                                          |
| Simplemente María                    | 9 novembre 2015    | 1er mai 2016       | 126      | Ignacio Sada Madero       | Eduardo Said                                                               |

### 2016
| Production                                       | Première diffusion | Dernière diffusion | Épisodes | Producteur(s)            | Réalisateur(s)                                               |
| ------------------------------------------------ | ------------------ | ------------------ | -------- | ------------------------ | ------------------------------------------------------------ |
| Un camino hacia el destino (Le chemin du destin) | 25 janvier 2016    | 17 juillet 2016    | 126      | Nathalie Lartilleux      | Jesús Acuña Lee Adrián Frutos Guido Sánchez Víctor Rodríguez |
| Corazón que miente                               | 8 février 2016     | 14 mai 2016        | 70       | Mapat L. de Zatarain     | José Elías Moreno Mauricio Rodríguez                         |
| Sueño de amor                                    | 22 février 2016    | 21 août 2016       | 131      | Juan Osorio              | Juan Carlos Muñoz Aurelio Avila Jorge Fons                   |
| El hotel de los secretos                         | 11 avril 2016      | 31 juillet 2016    | 80       | Roberto Gómez Fernández  | Francisco Franco Ana Lorena Pérez Ríos                       |
| Las amazonas                                     | 16 mai 2016        | 7 août 2016        | 63       | Salvador Mejía Alejandre | Alberto Díaz José Dossetti                                   |
| Por siempre Joan Sebastian                       | 1er août 2016      | 21 août 2016       | 18       | Carla Estrada            | Karina Duprez Luis Vélez                                     |
| Despertar contigo                                | 8 août 2016        | 22 janvier 2017    | 121      | Pedro Damián             | Luis Pardo Eloy Ganuza                                       |
| Vino el amor (L'Ivresse de l'amour)              | 8 août 2016        | 19 février 2017    | 142      | José Alberto Castro      | Salvador Sánchez Santiago Barbosa                            |
| Tres veces Ana (Les trois visages d'Ana)         | 22 août 2016       | 22 janvier 2017    | 123      | Angelli Nesma Medina     | Sergio Cataño Claudio Reyes Rubio                            |
| Mujeres de negro                                 | 22 août 2016       | 30 octobre 2016    | 51       | Carlos Moreno Laguillo   | Fernando Nesme Lili Garza                                    |
| Yago                                             | 23 août 2016       | 23 décembre 2016   | 65       | Carmen Armendáriz        | Eric Morales Rodrigo Curiel                                  |
| Sin rastro de ti                                 | 31 octobre 2016    | 20 novembre 2016   | 16       | Silvia Cano              | Ana Lorena Pérez-Rios Walter Doehner                         |
| La candidata                                     | 21 novembre 2016   | 12 février 2017    | 61       | Giselle González         | Juan Pablo Blanco Eric Morales                               |

### 2017
| Production                            | Première diffusion | Dernière diffusion | Épisodes        | Producteur(s)                  | Réalisateur(s)                                                           |
| ------------------------------------- | ------------------ | ------------------ | --------------- | ------------------------------ | ------------------------------------------------------------------------ |
| Mi adorable maldición                 | 23 janvier 2017    | 9 juillet 2017     | 121             | Ignacio Sada Madero            | Sandra Schiffner Eduardo Said                                            |
| El bienamado                          | 23 janvier 2017    | 4 juin 2017        | 96              | Nicandro Díaz González         | Salvador Garcini                                                         |
| La doble vida de Estela Carrillo      | 13 février 2017    | 21 mai 2017        | 72              | Rosy Ocampo                    | Alejandro Alvarez Ceniceros Rodrigo Hernández Benjamín Cann              |
| Enamorándome de Ramón                 | 20 février 2017    | 30 juillet 2017    | 118             | Lucero Suárez                  | Adrián Frutos                                                            |
| La Piloto                             | 22 mai 2017        | 7 octobre 2018     | 149 (2 saisons) | Patricio Wills                 | Álvaro Curiel Rolando Ocampo Fernando Rovzar David Ruiz Alejandro Lozano |
| Mi marido tiene familia               | 5 juin 2017        | 9 juillet 2018     | 267 (2 saisons) | Juan Osorio                    | Héctor Bonilla                                                           |
| El vuelo de la victoria               | 10 juillet 2017    | 12 novembre 2017   | 90              | Nathalie Lartilleux            | Víctor Rodriguez Juan Carlos Muñoz                                       |
| En tierras salvajes (Terres sauvages) | 31 juillet 2017    | 5 novembre 2017    | 70              | Salvador Mejía Alejandre       | Fernando Nesme José Dossetti                                             |
| Hoy voy a cambiar                     | 21 août 2017       | 17 septembre 2017  | 21              | Santiago Galindo Rubén Galindo | Hugo Zavala Reed Gloria Carrasco                                         |
| Caer en tentación (Amours coupables)  | 18 septembre 2017  | 11 février 2018    | 103             | Giselle González               | Eric Morales Juan Pablo Blanco                                           |
| Papá a toda madre                     | 22 octobre 2017    | 11 mars 2018       | 103             | Eduardo Meza                   | Benjamín Cann Rodrigo Zaunbos                                            |
| Me declaro culpable                   | 6 novembre 2017    | 28 janvier 2018    | 62              | Angelli Nesma Medina           | Sergio Cataño Luis Eduardo Reyes                                         |
| Sin tu mirada                         | 13 novembre 2017   | 15 avril 2018      | 112             | Ignacio Sada Madero            | Ana Lorena Perez-Ríos Sandra Schiffner                                   |

### 2018
| Production                     | Première diffusion | Dernière diffusion | Épisodes        | Producteur(s)           | Réalisateur(s)                                                                             |
| ------------------------------ | ------------------ | ------------------ | --------------- | ----------------------- | ------------------------------------------------------------------------------------------ |
| Por amar sin ley               | 12 février 2018    | 5 juillet 2019     | 182 (2 saisons) | José Alberto Castro     | Salvador Garcini Alejandro Gamboa                                                          |
| Hijas de la luna               | 19 février 2018    | 10 juin 2018       | 82              | Nicandro Díaz González  | Gabriel Vázquez Bulman Jesús Nájera Saro                                                   |
| Tenías que ser tú              | 12 mars 2018       | 8 juillet 2018     | 87              | MaPat López de Zatarain | José Elías Moreno Nelhiño Acosta                                                           |
| Y mañana será otro día         | 16 avril 2018      | 29 juillet 2018    | 77              | Carlos Moreno Laguillo  | Lily Garza Fernando Nesme                                                                  |
| La jefa del campeón            | 11 juin 2018       | 2 septembre 2018   | 63              | Roberto Gómez Fernández | Walter Doehner Víctor Herrera                                                              |
| Like                           | 10 septembre 2018  | 20 janvier 2019    | 97              | Pedro Damián            | Luis Pardo Eloy Ganuza                                                                     |
| Sin miedo a la verdad          | 8 octobre 2018     | 24 avril 2020      | 81 (3 saisons)  | Rubén Galindo           | Carlos González Sariñana Jacopo Fontana Carlos Jaramillo Morales Guillermo González Montes |
| Amar a muerte (L'Amour à mort) | 5 novembre 2018    | 3 mars 2019        | 87              | Aimé Godínez            | Joe Rendon Carlos Cock                                                                     |

### 2019
| Production                          | Première diffusion | Dernière diffusion | Épisodes        | Producteur(s)           | Réalisateur(s)                         |
| ----------------------------------- | ------------------ | ------------------ | --------------- | ----------------------- | -------------------------------------- |
| Ringo                               | 21 janvier 2019    | 12 mai 2019        | 82              | Lucero Suárez           | Claudia Elisa Aguilar Jorge Robles     |
| Silvia Pinal, frente a ti           | 24 février 2019    | 22 mars 2019       | 21              | Carla Estrada           | Mónica Miguel Carla Estrada            |
| Doña Flor y sus dos maridos         | 25 mars 2019       | 21 juin 2019       | 65              | Eduardo Meza            | Benjamín Cann Rodrigo G. H. Zaunbos    |
| Esta historia me suena              | 13 mai 2019        | 18 août 2023       | 168 (6 saisons) | Genoveva Martínez       | Emmanuel Duprez Rodrigo Koelliker      |
| Juntos el corazón nunca se equivoca | 23 juin 2019       | 26 juillet 2019    | 26              | Juan Osorio             | Alicia Carbajal Aurelio Ávila          |
| Los elegidos                        | 1er juillet 2019   | 16 août 2019       | 35              | Roberto Gómez Fernández | Carlos González Sariñana Bonnie Cartas |
| Cita a ciegas                       | 29 juillet 2019    | 1er novembre 2019  | 70              | Pedro Ortiz de Pinedo   | Juan Carlos Muñoz Rodrigo Curiel       |
| La reina soy yo                     | 26 août 2019       | 17 décembre 2019   | 82              | Harold Sánchez          | Rodrigo Ugalde Fernando Urdapilleta    |
| La usurpadora (L'Usurpatrice)       | 2 septembre 2019   | 4 octobre 2019     | 25              | Carmen Armendáriz       | Francisco Franco Nelhiño Acosta        |
| Cuna de lobos                       | 7 octobre 2019     | 8 novembre 2019    | 25              | Giselle González        | Eric Morales Juan Pablo Blanco         |
| Soltero con hijas                   | 28 octobre 2019    | 23 février 2020    | 87              | Juan Osorio             | Bonnie Cartas Aurelio Ávila            |
| Médicos, linea de vida              | 11 novembre 2019   | 8 mars 2020        | 87              | José Alberto Castro     | Ana Lorena Pérez-Ríos Santiago Barbosa |

## Années 2020

### 2020
| Production                                 | Première diffusion | Dernière diffusion | Épisodes       | Producteur(s)       | Réalisateur(s)                         |
| ------------------------------------------ | ------------------ | ------------------ | -------------- | ------------------- | -------------------------------------- |
| Vencer el miedo                            | 20 janvier 2020    | 22 mars 2020       | 47             | Rosy Ocampo         | Benjamín Cann Fernando Nesme           |
| Como tú no hay 2                           | 24 février 2020    | 5 juin 2020        | 75             | Carlos Bardasano    | Luis Manzo Carlos Cock Marín           |
| Te doy la vida (L'Amour en héritage)       | 23 mars 2020       | 12 juillet 2020    | 82             | Lucero Suárez       | Sergio Cataño Rubén Nelhiño Acosta     |
| Rubí                                       | 15 juin 2020       | 21 juillet 2020    | 27             | Carlos Bardasano    | Carlos Cock Marín Pepe Castro          |
| El dragón                                  | 22 juillet 2020    | 2 juillet 2021     | 82 (2 saisons) | Carlos Bardasano    | Mauricio Cruz Carlos Cock Marín        |
| La mexicana y el güero                     | 17 août 2020       | 7 février 2021     | 127            | Nicandro Díaz       | Aurelio Ávila Víctor Rodríguez         |
| Imperio de mentiras (L'Empire du mensonge) | 14 septembre 2020  | 17 janvier 2021    | 92             | Giselle González    | Walter Doehner Juan Pablo Blanco       |
| Vencer el desamor (Par-delà l'amour)       | 12 octobre 2020    | 19 février 2021    | 93             | Rosy Ocampo         | Benjamín Cann Fernando Nesme           |
| Quererlo todo                              | 9 novembre 2020    | 25 avril 2021      | 122            | Ignacio Sada Madero | Claudia Elisa Aguilar Sandra Schiffner |

### 2021
| Production                                 | Première diffusion | Dernière diffusion | Épisodes | Producteur(s)          | Réalisateur(s)                             |
| ------------------------------------------ | ------------------ | ------------------ | -------- | ---------------------- | ------------------------------------------ |
| Te acuerdas de mí                          | 18 janvier 2021    | 3 mai 2021         | 76       | Carmen Armendáriz      | Francisco Franco Rubén Nelhiño Acosta      |
| Fuego ardiente (Passions ardentes)         | 8 février 2021     | 4 juin 2021        | 85       | Carlos Moreno Laguillo | Lily Garza Karina Duprez                   |
| ¿Qué le pasa a mi familia?                 | 22 février 2021    | 11 juillet 2021    | 102      | Juan Osorio            | Bonnie Cartas Azela Robinson               |
| Diseñando tu amor                          | 26 avril 2021      | 8 octobre 2021     | 120      | Pedro Ortiz de Pinedo  | Juan Carlos Muñoz Guido Sánchez            |
| La Desalmada                               | 5 juillet 2021     | 29 octobre 2021    | 85       | José Alberto Castro    | Salvador Garcini Fez Noriega               |
| Vencer el pasado (Par-Delà le passé)       | 12 juillet 2021    | 5 novembre 2021    | 85       | Rosy Ocampo            | Benjamín Cann Fernando Nesme               |
| S.O.S me estoy enamorando                  | 6 septembre 2021   | 16 janvier 2022    | 97       | Lucero Suárez          | Juan Pablo Blanco Rubén Nelhiño Acosta     |
| Contigo sí                                 | 11 octobre 2021    | 25 mars 2022       | 120      | Ignacio Sada Madero    | Claudio Elisa Aguilar Juan Carlos Terreros |
| Si nos dejan (Une famille pas si parfaite) | 1er novembre 2021  | 20 février 2022    | 82       | Carlos Bardasano       | Luis Manzo Carlos Cock Marín               |
| Mi fortuna es amarte                       | 8 novembre 2021    | 13 mars 2022       | 92       | Nicandro Díaz          | Isaías Gómez Alejandro Gamboa              |

### 2022
| Production                                           | Première diffusion | Dernière diffusion | Épisodes       | Producteur(s)                | Réalisateur(s)                         |
| ---------------------------------------------------- | ------------------ | ------------------ | -------------- | ---------------------------- | -------------------------------------- |
| Amor dividido                                        | 17 janvier 2022    | 13 juin 2022       | 107            | Angelli Nesma Medina         | Sergio Cataño Luis Eduardo Reyes       |
| Los ricos también lloran (Les riches pleurent aussi) | 21 février 2022    | 13 mai 2022        | 60             | Carlos Bardasano             | Luis Manzo Pavel Vázquez Carlos Santos |
| El último rey                                        | 14 mars 2022       | 10 juin 2022       | 30 (2 saisons) | Juan Osorio                  | Eric Morales Alan Coton                |
| Corazón guerrero (Cœur guerrier)                     | 28 mars 2022       | 9 septembre 2022   | 120            | Salvador Mejía Alejandre     | Jorge Robles Jorge Édgar Ramírez       |
| La herencia (L'Héritière)                            | 28 mars 2022       | 15 juillet 2022    | 80             | Juan Osorio Roy Nelson Rojas | Aurelio Ávila Sandra Schiffner         |
| Mujer de nadie                                       | 13 juin 2022       | 12 août 2022       | 45             | Giselle González Salgado     | Fabián Corres Juan Pablo Blanco        |
| Vencer la ausencia                                   | 18 juillet 2022    | 4 novembre 2022    | 80             | Rosy Ocampo                  | Benjamín Cann Fernando Nesme           |
| La madrastra (La Belle-Mère)                         | 15 août 2022       | 21 octobre 2022    | 50             | Carmen Armendáriz            | Sergio Cataño Héctor Márquez Campos    |
| Mi secreto                                           | 12 septembre 2022  | 24 février 2023    | 120            | Carlos Moreno Laguillo       | Nelinho Acosta Luis Eduardo Reyes      |
| Cabo                                                 | 24 octobre 2022    | 17 février 2023    | 85             | José Alberto Castro          | Salvador Garcini Fez Noriega           |
| Mi camino es amarte (La mécanique de l'amour)        | 7 novembre 2022    | 12 mars 2023       | 92             | Nicandro Díaz                | Isaías Gómez Alejandro Gamboa          |

### 2023
| Production                                       | Première diffusion | Dernière diffusion | Épisodes | Producteur(s)         | Réalisateur(s)                                          |
| ------------------------------------------------ | ------------------ | ------------------ | -------- | --------------------- | ------------------------------------------------------- |
| Perdona nuestros pecados (Les liaisons du péché) | 30 janvier 2023    | 2 juin 2023        | 90       | Lucero Suárez         | Santiago Barbosa Jorge Robles                           |
| El amor invencible (L'Amour invincible)          | 20 février 2023    | 9 juin 2023        | 80       | Juan Osorio           | Eric Morales Bonnie Cartas Carlos Alcázar               |
| Eternamente amándonos                            | 27 février 2023    | 11 août 2023       | 120      | Silvia Cano           | Silvia Tort Rodrigo Cachero                             |
| Pienso en ti                                     | 13 mars 2023       | 23 juin 2023       | 75       | Carlos Bardasano      | Luis Manzo Carlos Santos Orlando Rosales                |
| Tierra de esperanza (Terre d'espérance)          | 12 juin 2023       | 1er septembre 2023 | 60       | José Alberto Castro   | Carlos Cock Rubén Nelhiño Acosta                        |
| Vencer la culpa                                  | 26 juin 2023       | 13 octobre 2023    | 80       | Rosy Ocampo           | Fernando Nesme Benjamín Cann                            |
| Nadie como tú                                    | 14 août 2023       | 28 janvier 2024    | 122      | Ignacio Sada Madero   | Juan Pablo Blanco Claudia Elisa Aguilar                 |
| Minas de pasión                                  | 21 août 2023       | 14 janvier 2024    | 107      | Pedro Ortiz de Pinedo | Jorge Robles Sánchez Manolo Fernández Juan Carlos Muñoz |
| Golpe de suerte                                  | 16 octobre 2023    | 18 février 2024    | 92       | Nicandro Díaz         | Alejandro Gamboa Isaías Gómez                           |
| El maleficio                                     | 13 novembre 2023   | 3 mars 2024        | 82       | José Alberto Castro   | Salvador Garcini Fez Noriega                            |

### 2024
| Production                                      | Première diffusion | Dernière diffusion | Épisodes | Producteur(s)            | Réalisateur(s)                                          |
| ----------------------------------------------- | ------------------ | ------------------ | -------- | ------------------------ | ------------------------------------------------------- |
| Tu vida es mi vida                              | 15 janvier 2024    | 17 mai 2024        | 90       | Angelli Nesma Medina     | Sergio Cataño Armando Quiñones                          |
| Vivir de amor (Les liens du cœur)               | 29 janvier 2024    | 26 juillet 2024    | 130      | Salvador Mejía Alejandre | Fernando Nesme Sandra Schiffner                         |
| El amor no tiene receta (La recette de l'amour) | 19 février 2024    | 28 juin 2024       | 95       | Juan Osorio              | Eric Morales Bonnie Cartas                              |
| Marea de pasiones                               | 4 mars 2024        | 31 mai 2024        | 65       | Giselle González Salgado | Rodrigo Cachero Carlos Cock Marín Javier Pastrón Fox    |
| La historia de Juana (Le choix de Juana)        | 3 juin 2024        | 30 août 2024       | 65       | Patricio Wills           | Rolando Ocampo Luis Manzo Carlos Santos                 |
| Fugitivas, en la busca de libertad              | 1er juillet 2024   | 18 octobre 2024    | 80       | Lucero Suárez            | Jorge Robles Santiago Barbosa                           |
| Mi amor sin tiempo                              | 15 juillet 2024    | 1er novembre 2024  | 80       | Carlos Moreno Laguillo   | Nelinho Acosta Luis Eduardo Reyes                       |
| El ángel de Aurora                              | 29 juillet 2024    | 2 février 2025     | 136      | Roy Rojas                | Luis Vélez Aurelio Ávila                                |
| El precio de amarte                             | 2 septembre 2024   | 8 novembre 2024    | 50       | Carmen Armendáriz        | Héctor Márquez Campos Enrique Arroyo                    |
| Papás por conveniencia                          | 21 octobre 2024    | 9 février 2025     | 82       | Rosy Ocampo              | Fernando Nesme Benjamín Cann                            |
| Amor amargo                                     | 4 novembre 2024    | 23 février 2025    | 82       | Pedro Ortiz de Pinedo    | Juan Carlos Muñoz Jorge Robles Sánchez Manolo Fernández |
| Las hijas de la señora García                   | 11 novembre 2024   | 2 mars 2025        | 82       | José Alberto Castro      | Salvador Garcini Fez Noriega                            |

### 2025
| Production                          | Première diffusion | Dernière diffusion | Épisodes | Producteur(s)            | Réalisateur(s)                                              |
| ----------------------------------- | ------------------ | ------------------ | -------- | ------------------------ | ----------------------------------------------------------- |
| A.mar, donde el amor teje sus redes | 10 février 2025    | 13 juin 2025       | 90       | Ignacio Sada Madero      | Alejandro Gamboa Isaías Gómez                               |
| Me atrevo a amarte                  | 24 février 2025    | 22 juin 2025       | 87       | Salvador Mejía Alejandre | Fernando Nesme Claudia E. Aguilar Carolina Mejía Lartilleux |
| Juegos de amor y poder              | 31 mars 2025       | 4 juillet 2025     | 70       | Carlos Bardasano         | Ximena Suárez Julián Aguilar                                |
| Monteverde                          | 16 juin 2025       |                    |          | Lucero Suárez            | Jorge Robles Héctor Márquez                                 |
| Regalo de amor                      | 23 juin 2025       |                    |          | Silvia Cano              | Silvia Tort Rodrigo Cachero                                 |
| Amanecer                            | 7 juillet 2025     |                    |          | Juan Osorio              | Eric Morales Bonnie Cartas                                  |

## ViX+

### Années 2020
| Production                                          | Première diffusion | Dernière diffusion | Épisodes       | Producteur(s) | Réalisateur(s)                                                                                          |
| --------------------------------------------------- | ------------------ | ------------------ | -------------- | --- | --- |
| La mujer del Diablo                                 | 21 juillet 2022    | 6 janvier 2023     | 26 (3 saisons) | Patricio Wills Carlos Bardasano | Carlos Andrés Cock Marín                                                                                |
| María Félix: La Doña                                | 21 juillet 2022    | 1er septembre 2022 | 8              | Carmen Armendáriz | Mafer Suárez                                                                                            |
| Mujeres asesinas                                    | 4 novembre 2022    | 23 décembre 2022   | 8              | Luis Luisillo Miguel | Pepe Castro Carlos García Agraz Ana Lorena Perézrios                                                    |
| La rebelión (La Rébellion)                          | 17 novembre 2022   | 15 décembre 2022   | 6              | Aaron Ashford Mario Almeida Paul Presburger Gabriela Valentán                                                                                                 | Iñaki Peñafiel Salvador Cartas                                                                          |
| Travesuras de la niña mala                          | 8 décembre 2022    | 2 février 2023     | 10             | Patricio WillsCarlos Bardasano | Alejandro Bazzano Pavel Vázquez                                                                         |
| Volver a caer (L'Ivresse de la chute)               | 20 janvier 2023    | 24 février 2023    | 6              | Mario Almeida Aaron Rivera-Ashford Kate del Castillo Carmen Cervantes Jessica Maldonado Alejandro Rincón Jerry Rodríguez Flavio Morales Issa Guerra Hari Sama | Hari Sama                                                                                               |
| El colapso                                          | 10 février 2023    | 10 février 2023    | 8              | Diego Rabasa Julián de Tavira Gina Cifuentes Mariana Franco José Manuel Cravioto                                                                              | Gabriel Diazmercado                                                                                     |
| Noche de chicas                                     | 24 février 2023    | 24 février 2023    | 6              | Óscar Cifuentes Sergio Cánovas Rivas | Sergio Cánovas Rivas Roberto Girault Antonio Díaz Huerta                                                |
| Las pelotaris 1926                                  | 10 mars 2023       | 21 avril 2023      | 8              | Gabriela Remirez Vicenzo Gratteri Laura Fernández Espeso Javier Pons Marc Cistaré                                                                             | Jesús Rodrigo                                                                                           |
| Montecristo                                         | 14 avril 2023      | 14 avril 2023      | 6              | David Cotarelo Ángela Agudo | Alberto Ruiz-Rojo                                                                                       |
| Isla Brava                                          | 18 mai 2023        | 26 mai 2023        | 8              | Esther Feldman | Pitipol Ybarra                                                                                          |
| Más allá de ti                                      | 26 mai 2023        | 26 mai 2023        | 8              | Rosy Ocampo | Benjamín Cann Francisco Franco                                                                          |
| Senda prohibida                                     | 23 juin 2023       | 15 septembre 2023  | 21 (3 saisons) | Giselle González | Juan Pablo Blanco Gustavo Ron                                                                           |
| Gloria Trevi: Ellas soy yo                          | 11 août 2023       | 13 octobre 2023    | 50             | Carla Estrada | Carla Estrada                                                                                           |
| Ella camina sola                                    | 29 septembre 2023  | 29 septembre 2023  | 10             | Adriana Pelusi | Gabriela Remirez Vincenzo Gratteri Camila Jiménez Villa Silvana Aguirre Adriana Pelusi Inés Barrionuevo |
| El gallo de oro                                     | 20 octobre 2023    | 12 janvier 2024    | 20 (2 saisons) | Patricio Willis Carlos Bardasano | Chavas Cartas                                                                                           |
| La hora marcada                                     | 27 octobre 2023    | 27 octobre 2023    | 8              | Patricio Willis Carlos Bardasano | |
| Pacto de sangre                                     | 10 novembre 2023   | 8 décembre 2023    | 10             | Ricardo Coeto Francisco Cordero | Sergio Osorio Moisés Ortíz Urquidi                                                                      |
| Se llamaba Pedro Infante                            | 1er décembre 2023  | 1er décembre 2023  | 8              | Ruben Galindo | Alejandro Bazzano Sergio Siruela                                                                        |
| El extraño retorno de Diana Salazar (Diana Salazar) | 17 mai 2024        | 11 avril 2025      | 24 (3 saisons) | Patricio Wills Carlos Bardasano | Luis Manzo Pavel Vázquez Carlos Santos                                                                  |
| Juegos interrumpidos                                | 30 août 2024       | 2 mai 2025         | 20 (2 saisons) | Carlos Moreno | Luis Eduardo Reyes                                                                                      |
| Con esa misma mirada                                | 21 mars 2025       | 21 mars 2025       | 8              | Patricia Benítez Laucín | Alba Gil Pitipol Ybarra                                                                                 |

## Telenovelas co-produites par Televisa

### Années 1990
| Année | Telenovela                  | Écrivain                                                      | Producteur                  |
| ----- | --------------------------- | ------------------------------------------------------------- | --------------------------- |
| 1993  | Apasionada                  | Celia Alcántara                                               | Martín Mariani              |
| 1994  | El amor tiene cara de mujer | Marily Pugno Adriana Lorenzón                                 | Juan José Divo              |
| 1995  | El día que me quieras       | Tabaré Perez Norberto Montero Cristina Portorrico Aldo Boetto | Quique Aguilar Susana Rudni |

### Années 2000
| Année | Telenovela         | Écrivain                | Producteur                           |
| ----- | ------------------ | ----------------------- | ------------------------------------ |
| 2001  | El secreto         | Susana Prieto Lea Vélez | Carlos Orengo Carlos Moreno Laguillo |
| 2002  | La verdad de Laura | Susana Prieto Lea Vélez | Carlos Orengo                        |
| 2008  | Patito feo         | Marcela Citterio        | Marcelo Tinelli                      |

### Années 2010
| Année | Telenovela            | Écrivain                         | Producteur            |
| ----- | --------------------- | -------------------------------- | --------------------- |
| 2010  | Sueña conmigo         | Claudio Lacelli                  | César Markus González |
| 2012  | ¿Quién eres tú?       | Jimena Romero Lina Uribe         | Hugo León Ferrer      |
| 2012  | Miss XV               | Rene Muñoz                       | Pedro Damian          |
| 2012  | Hollywood Heights     | Luis Calzada                     | Jeanne Haney          |
| 2013  | Las bandidas          | Luis Colmenares                  | Hugo León Ferrer      |
| 2013  | La Madame             | Nubia Barreto                    | Hugo León Ferrer      |
| 2013  | La virgen de la calle | Basilio Álvarez                  | Hugo León Ferrer      |
| 2014  | La viuda negra        | Yesmer Uribe                     | Hugo León Ferrer      |
| 2014  | Tiro de gracia        | Jörg Hiller                      | Manuel Peñaloza       |
| 2014  | El chivo              | Humberto "Kiko" Olivieri         | Hugo León Ferrer      |
| 2014  | Señorita Pólvora      | Ana María Londoño                | Gabriela Valentán     |
| 2015  | La esquina del diablo | Covadonga Espeso Jordi Arencón   | Hugo León Ferrer      |
| 2015  | El Dandy              | Rodrigo Ordoñez Larissa Andrade  | Gabriela Valentán     |
| 2016  | Blue Demon            | Carlos Algara Alejandro Martinez | Ximena Cantuarias     |
| 2016  | Love Divina           | Marcela Citterio                 | Pol-ka production     |